# Licuan-Baay
Licuan-Baay est une municipalité située dans la province d'Abra, aux Philippines.